# Ali Riza Prohić
Ali Riza-efendija Prohić (1867 Gračanica, osmanská říše – 28. září 1942 Breka, Sarajevo, Nezávislý stát Chorvatsko) byl bosenskohercegovský islámský soudce bosňáckého původu.

## Životopis
Pocházel z muslimské rodiny Prohićů, kteří se přistěhovali do severobosenské Gračanice kolem roku 1750 ze Sarajeva. Ali Rizův praděd zde vykonával funkci kajmakama, okresního náčelníka. Podle rodinné tradice do Sarajeva přišli z Užice a odtamtud zase s maloasijské Konyi.
Ali Riza se narodil do svazku obchodníka textilem hadži Mujagy Prohiće (1840–1905) a Nur Alibegović. Alibegovićové pocházeli z Užice v tehdejším Srbském knížectví, odkud byli roku 1862 vyhnáni a usadili se v Bosenském Šamci (tehdy Donja Azizija). V manželství se narodilo osm dětí, z toho pět synů. Mujaga byl členem městského zastupitelstva od roku 1886 do své smrti.
Mekteb a medresu, nižší a vyšší islámskou školu, navštěvoval v Gračanici, za dalším vzděláním v oblasti islámských věd roku 1882 odešel do Istanbulu. Když byla roku 1887 v Sarajevu otevřena Šarí‘atská soudní škola, vrátil se do vlasti a okamžitě nastoupil do prvního ročníku (absolvoval 1892). Po škole pracoval jako justiční čekatel v Mostaru, nato od roku 1895 působil jako kádí v Tuzle, Bijeljině, Gradačci (od 1903) a nakonec v Sarajevu (od 1909). Roku 1913 byl jmenován soudcem tříčlenného senátu Vrchního šarí‘atského soudu v Sarajevu. Roku 1929 byl penzionován.
V první polovině 20. století patřil ke konzervatinímu křídlu duchovních Islámského společenství v Bosně a Hercegovině, odmítal například laicizaci kléru a přílišné rozvolnění islámské morálky. Byl členem stavovského sdružení el-Hidaje. V periodicích uveřeňoval články týkající se islámských temat, zejména pak s ohledem na společenské změny. Byl horlivým kritikem komunismu.
Prohić byl otcem pěti děti, čtyř synů (Husein, Hasan Tahsin, Ahmed a Muhamed) a jedné dcery (Lejla, vdaná Šehbajraktarević).
Duchovní byl pohřben na sarajevském hřbitově Grličića brdo v Sarajevu.